# 海峡

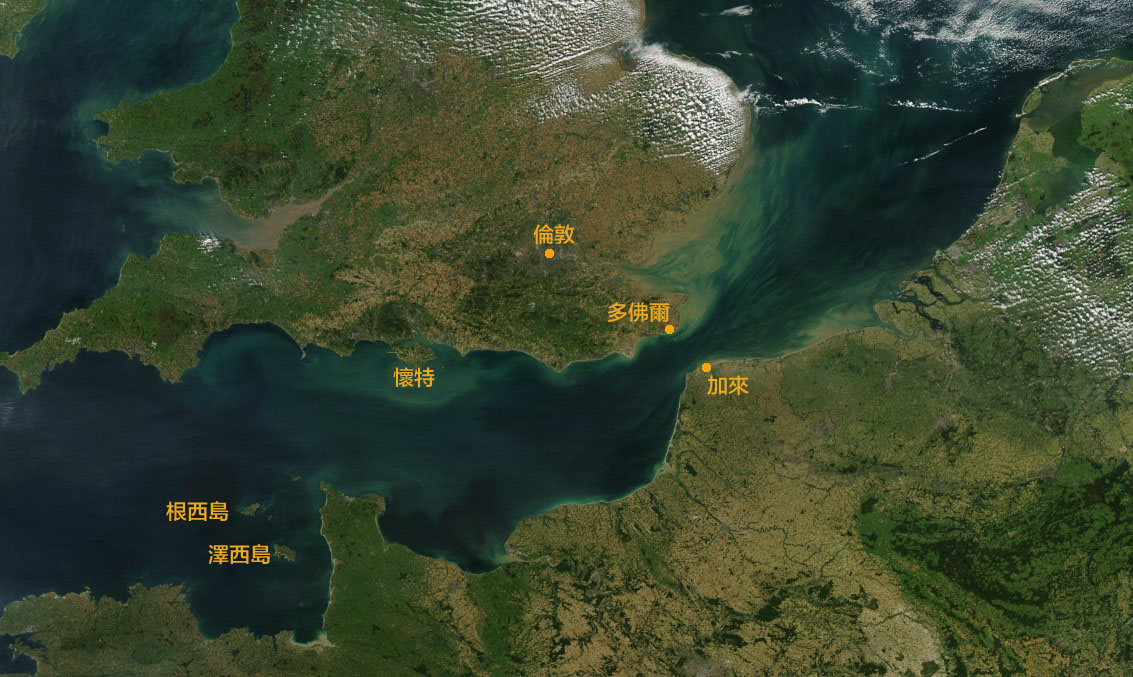
英吉利海峽

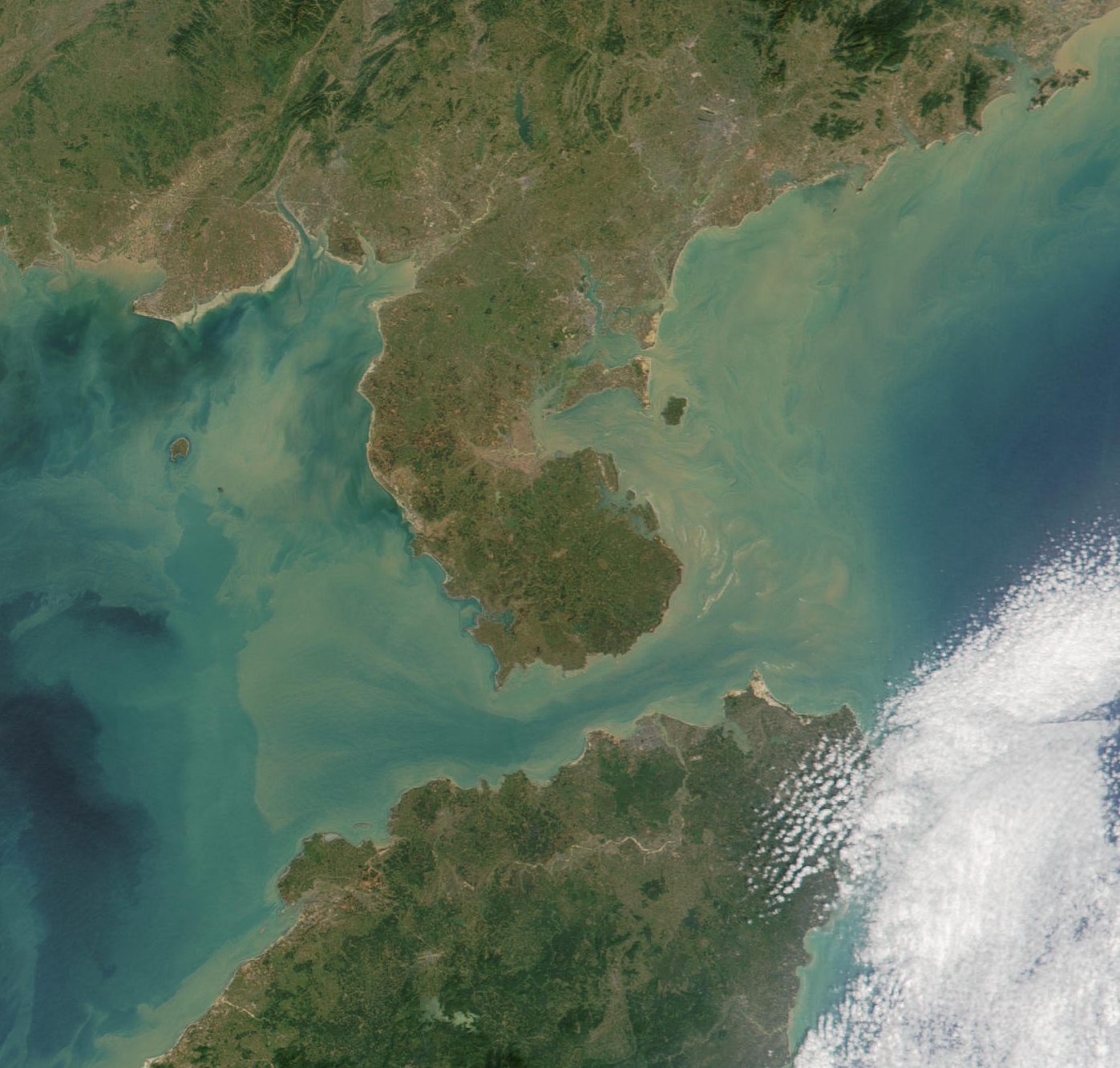
瓊州海峽

海峡是夹在两片陆地之间，联系两个海或洋的水区，它一般深度较大，水流较急。海峡是自然形成的，人造的联海道称为运河。如海峽兩岸有比較多的港口或碼頭，又稱之為港。大多数海峡是在经济、战略上很重要的地区，很多海峡有“黄金水道”以及“海上生命线”之类的称呼。很多战争爆发于海峡区，因为多人想要控制海洋运输线。

## 東亞著名海峡
- 渤海海峡，连接渤海和黄海。
- 台湾海峡，连接东海和南海，将中國大陸和台灣島相隔。
- 琼州海峡，将雷州半岛和海南岛相隔。
- 巴士海峡，将台湾岛和巴丹群岛相隔
- 對馬海峡，将日本和朝鮮半岛相隔

## 世界著名海峡
- 白令海峽，連接北冰洋和太平洋。
- 英吉利海峽，連接北海和大西洋（海峽最窄處有隧道連接英法兩國，詳見英法海底隧道）。
- 馬六甲海峽，連接南海和印度洋。
- 麥哲倫海峽，连接大西洋和太平洋。
- 德雷克海峡，连接大西洋和太平洋，南极洲与南美洲隔岸相望。
- 直布羅陀海峽， 連接地中海和大西洋。
- 黑海海峽，位於土耳其，包括博斯普魯斯海峽、達達尼爾海峽，連接黑海和愛琴海，亦稱分隔亞洲和歐洲的海峽。
- 荷莫茲海峽，連接波斯灣和印度洋。
- 曼達布海峽，連接亞丁灣和紅海。
- 莫桑比克海峽，將莫桑比克和馬達加斯加島相隔。
- 鞑靼海峡，连接鄂霍次克海和日本海。
- 津輕海峽，連接日本海與太平洋，位於日本本州青森市和北海道函館市之間（有隧道連接兩地，詳見青函隧道）。
- 土淵海峽，位於瀨戶內海的前島和小豆島之間，世界最狹窄的海峽。

## 兩海間之聯絡运河
- 苏伊士运河，连接红海和地中海。
- 巴拿马运河，连接加勒比海和太平洋。